# جوليا كوبر ماك
جوليا كوبر ماك (بالإنجليزية: Julia Cooper Mack)‏ هي قاضية أمريكية، ولدت في 17 يوليو 1920 في فاييتفيل في الولايات المتحدة، وتوفيت في 17 يناير 2014 في واشنطن العاصمة في الولايات المتحدة.